# ポール・ケーン
ポール・ケーン（Paul Kane、1810年9月3日 - 1871年2月20日）は、アイルランド生まれのカナダの画家である。

## 略歴
アイルランド、コーク県のマロー(Mallow)で生まれた。父親はイングランド出身の兵隊で1801年に退役した後、アイルランドに住み、ポール・ケーンが10歳頃の1819年から1822年頃に、カナダに移住した。現在のトロント(当時はヨークと呼ばれていた)に住み、父親は酒類の商売をした。トロントの学校(Upper Canada College)で学び、絵画もその学校の美術教師から学び、1834年にトロントの美術協会の展覧会に出展して、地方の新聞から好意的な批評が載せられた。
トロントで看板や家具の塗装の仕事をした後、1834年にオンタリオ州のコーバーグに移り、家具製造の工房で働いた。1854年にこの工房の主人の娘と結婚することになる。コーバーグでは地元の有力者や雇い主の妻などの肖像画を描いた。1836年にアメリカ、ミシガン州のデトロイトに移り、そこに住むアメリカ人画家、 ジェームズ・ボーマンから、ヨーロッパで芸術を勉強することを勧められ、サミュエル・ベル・ウォーと共にヨーロッパへ渡る計画した。この計画はケインの資金不足と、ボーマンが直前に結婚したことで延期しなければならなかった。 その後の5年間かけて、ケインは肖像画家として働きながらアメリカ中西部を旅し、ニューオーリンズに至り、1841年にニューオリンズからを船でヨーロッパに渡った。
ヨーロッパではマルセイユに上陸した後、イタリアに向かい、ローマ、ナポリを訪れ、ブレンナー峠を通り、パリやロンドンを訪れた。ロンドンでは北アメリカ・インディアンに関する著作を出版し、宣伝のためにヨーロッパにいたアメリカの画家ジョージ・カトリンと知り合った。ネイティブ・アメリカンの文化や生活様式は消滅する前に記録に残されなければならないというカトリンの主張に共感し、カナダの原住民の文化を記録しようと決意した。
1843年にアメリカに帰国し、アラバマで肖像画家として働いて、ヨーロッパ旅行のための負債を返却した後、1844年にトロントに戻り西部への旅の準備をした。
1845年と、1846年から1848年の間の2回のカナダ北西部の旅を行った。1845年の旅はトロントを出発して、スーセントマリーまで達したが、スーセントマリーに駐在するハドソン湾会社の職員から一人で 西部を旅するのは困難であると説得され、トロントに戻った。1846年からハドソン湾会社の支援を受けて、西部を目指し、フォートフランシス、レッドリバー・コロニー、ダコタ準州のスー族の居留地などを経由して、フォートバンクーバー、フォートヴィクトリアまで旅した。旅行中にネーティブアメリカンの習俗のスケッチをして、トロントに戻った後、油絵にした。ケーンの作品は民俗学的にも価値のあるものになった。

## 作品

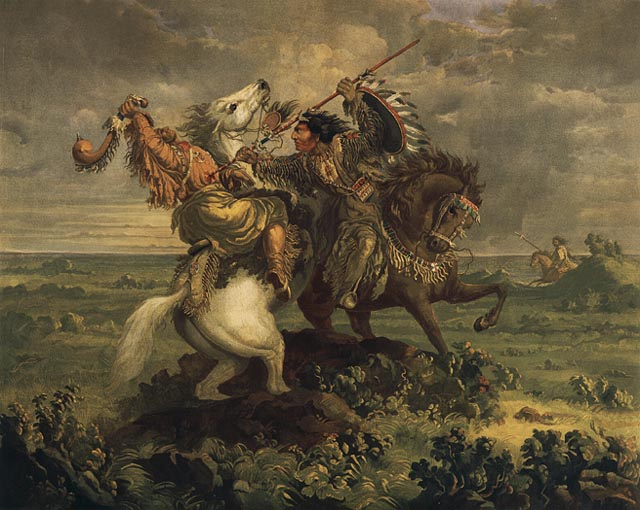
The Death of Omoxesisixany or Big Snake
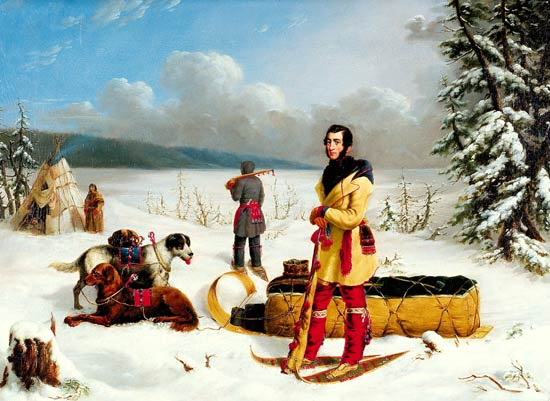
John Henry Lefroy-探検家
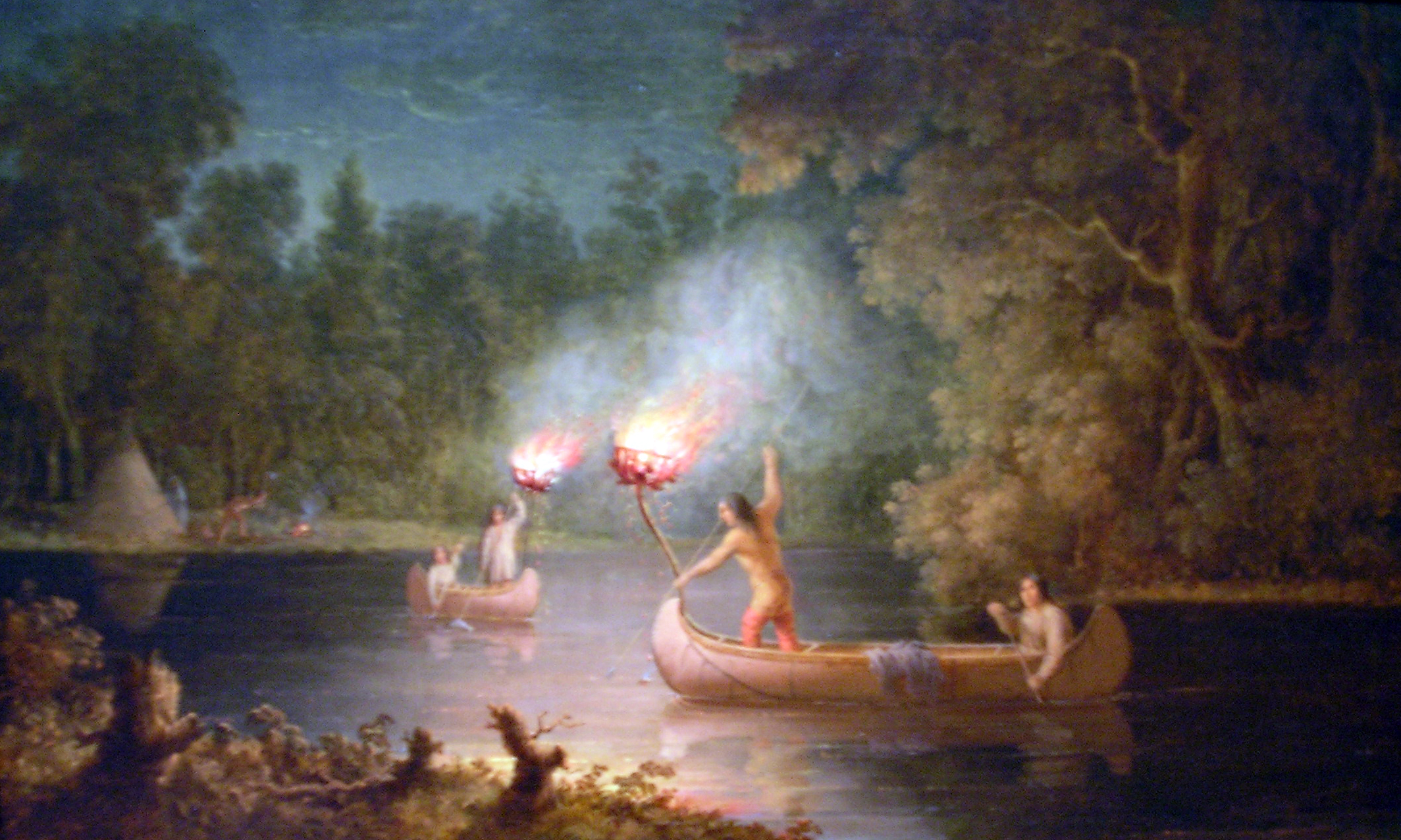
河の漁
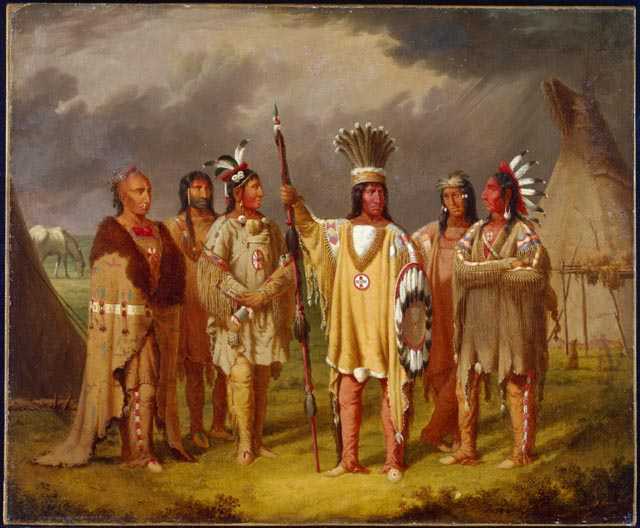
ブラックフット族の酋長
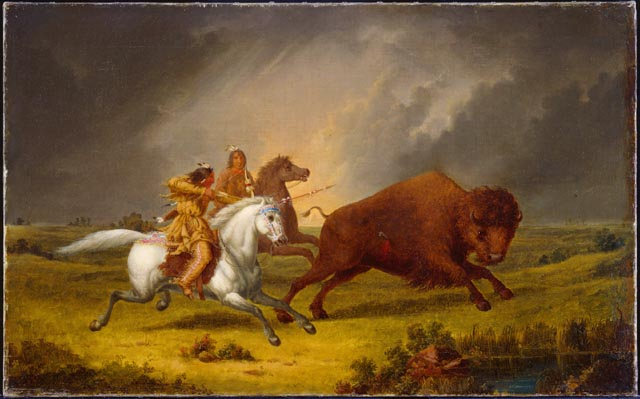
バッファロー狩り
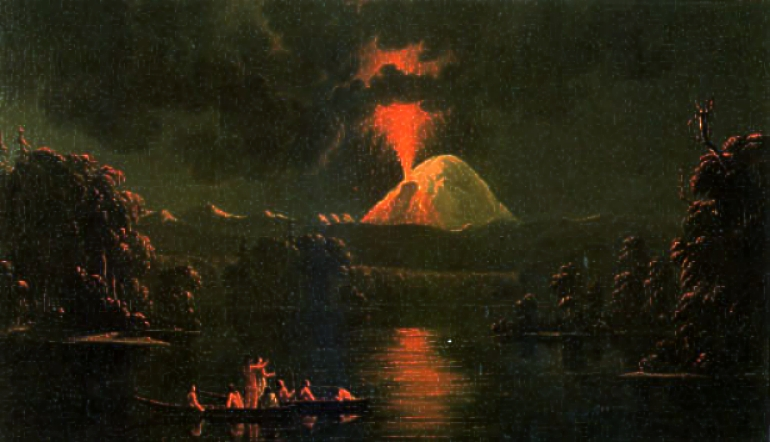
噴火するセント・ヘレンズ山